# Melchiorre Iannelli
Melchiorre Iannelli (Catanzaro, 1912 – guerra di Spagna, 6 gennaio 1939) è stato un militare italiano, decorato di Medaglia d'oro al valor militare alla memoria nel corso della guerra di Spagna.

## Biografia
Nacque a Catanzaro nel 1912, figlio di Vincenzo e Vittoria Fico.  Conseguito nella sua città natale il diploma di geometra, nel 1933 iniziò a frequentare l'Regia Accademia Militare di Fanteria e Cavalleria di Modena, da cui uscì con il grado di sottotenente in servizio permanente effettivo assegnato all'arma di fanteria nell’ottobre 1935. Frequentata la Scuola di applicazione d'arma, fu assegnato al 3º Reggimento granatieri di stanza a Viterbo, conseguendo nell'ottobre 1937 la promozione a tenente. Nell'aprile del 1938 partì volontario per combattere nella guerra di Spagna, dove fu assegnato al 1º Reggimento fanteria della 4ª Divisione fanteria "Littorio". Rimasto gravemente ferito nei primi giorni della battaglia di Catalogna, si spense il 6 gennaio 1939 presso l'ospedale legionario italiano numero 9. Fu insignito della medaglia d'oro al valor militare alla memoria con Regio Decreto del 18 settembre 1939.

### Annotazioni
1. ↑  Allora al comando del colonnello Daniele Pescarolo.

### Fonti
1. 1 2 3 4 5  Combattenti Liberazione.
2. 1 2  Combattenti Liberazione.
3. ↑  Medaglie d'oro al valor militare sul sito della Presidenza della Repubblica
4. ↑  Registrato alla Corte dei conti addì 21 ottobre 1939,  registro 38 Guerra, foglio 325.